# Joaquim José de Araújo
Joaquim José de Araújo ( Portugal — ) foi um jornalista e político luso-brasileiro.
Fundador do jornal O Inflexível em 1832, foi deputado da Junta da Fazenda e escrivão em Porto Alegre. Intelectual, participava dos saraus literários na casa de Maria Josefa.